# Torsson
Torsson er et svensk musikband fra Sverige. Bandet kalder sig det fjerde bedste band i Lund.
Deres sange handler normalt om hverdagslige ting og om biler, fodbold, Sverige, Danmark og mere.

## Diskografi
- 1980 - Att Kunna Men Inte Vilja
- 1984 - En Rökare I Krysset
- 1989 - En Svensk Tiger
- 1989 - ELMIA - Jordbruksutställning (CD-udgave af Att Kunna Men Inte Vilja med bonussange)
- 1989 - Lingonplockning (CD-udgave af En Rökare I Krysset med bonussange)
- 1995 - Islands Of Hawaii
- 1996 - Det Spelades Bättre Boll (Opsamlingsalbum)
- 1997 - Elvamannalag (Live på The Tivoli i Helsingborg 1997)
- 2001 - Fritidsmusik (Opsamlingsalbum)
- 2002 - Terese Och Valdez
- 2007 - Det Fjärde Bästa Bandet I Lund
- 2009 - Senap & Ketchup (Livealbum)
- 2012 - Hälsningar Från Ledighetskommittén
- 2016 - Torsson
- 2020 - Sol Och Måne

### Singler
- 1979 - Gå Mot Strömmen / ELMIA Jordbruksutställning
- 1980 - Son Av Ayatollah / Lingonplockning
- 1988 - Rolf Ren / Jaguarfarmen
- 1989 - Max Och Nisse / Räknat I Mil
- 1992 - Hej Kontinent / Ett Litet Hotell
- 1995 - Bertils Bror / Herreje / Ansgars Handskar
- 1995 - Danmark / Alla Rätt
- 2002 - Fulast I Stan / Århundradets Klipp / Ovädret (Video)
- 2007 - En Tung Missbrukare
- 2011 - Bara En Tablett
- 2012 - I Bilen
- 2016 - Tre Kusiner
- 2016 - Högskoleprovet
- 2018 - Det Spelades Bättre Boll
- 2018 - Det Blir En Lång Jul I År
- 2019 - Mellandagsrea
- 2020 - Ringer Du Från Roland